# シャルル・シモン・カテル
シャルル・シモン・カテル（Charles Simon Catel, 1773年6月10日 - 1830年11月29日）は、フランスの作曲家。

## 生涯
カテルは1773年、オルヌ県レーグル（fr:Laigle）に生まれた。11歳の時にパリへ移り、その音楽の才能が認められて王立音楽朗読学校（Ecole Royale de Chant et de Déclamation）に入学、フランソワ＝ジョセフ・ゴセックらに師事した。1787年にパリ・オペラ座の補助講師および伴奏者となり、1795年には、創設されたばかりのパリ音楽院で和声学の講師となった。1830年パリにて逝去。

## 音楽
カテルの楽曲の中には、師ゴセックと同様、現在の吹奏楽曲の原形ともいえる曲が含まれている。

## 作品

### 管弦楽曲
- 行進曲 ヘ調（Marche en Fa） - 1791年
- 平等の頌歌（Hymne à l'égalité） - 1791年
- 深き淵より（De profundis） - 1792年
- 愛国的頌歌（Ode patriotique） - 1792年
- 序曲 ハ調（Overture in C） - 1793年
- トゥーロンの回復の頌歌（L'Hymne sur la Reprise de Toulon） - 1793年
- フルーリュスの戦いの勝利の頌歌（Hymne à la victoire, sur la bataille de Fleurus） - 1794年
- フルーリュスの戦い（La bataille de Fleurus） - 1794年
- 自由の頌歌（Hymne à la Liberté） - 1794年
- 復讐者の器の頌歌（Ode sur le Vaisseau Le Vengeur） - 1795年
- 人々の主権のための頌歌（Hymne à la souveraineté du peuple） - 1799年
- 軍隊行進曲第一番 ヘ調（Premiere Marche militaire en Fa）
- 軍隊行進曲第二番 ヘ調（Deuxieme Marche militaire en Fa）
- 軍隊行進曲第三番 ヘ調（Troisieme Marche militaire en Fa）
- 軍隊行進曲第四番 ヘ調（Quattrieme Marche militaire en Fa）
- 東洋の宗教的な踊り（Oriental Religious dance）
  1. カタック（Kathak）
  2. オーガスタ（Augusta）
  3. バレエ（Ballet）
- 序曲 ヘ長調（Ouverture en Fa-Majeur）
- 交響曲 ハ調（Symphonie en Ut）
- 軍隊交響曲 ヘ調（Symphonie militaire en Fa）

### 室内楽曲
- 四重奏曲（フルート、オーボエ、イングリッシュホルン、ファゴットのための）
- 大四重奏曲（フルート、オーボエ、イングリッシュホルン、ファゴットのための）
- 四重奏曲（フルートと弦楽器のための）